# Nike Ground
Nike Ground foi uma interferência cultural na Karlsplatz, uma das principais praças de Viena. A Instalação (arte) aconteceu em 2003 com a falsa campanha de que a Nike havia comprado espaços públicos em diversas metrópoles. Nos anos seguintes, a empresa introduziria sua marca nas praças, ruas, parques e avenidas de todo o mundo: Nikesquare, Nikestreet, Avenida Nike, Piazzanike, Plazanike, Nikestrasse.
Instalou-se um stand de informação com supostos representantes da Nike, um site na Internet e uma campanha publicitária que repercutiu internacionalmente , afirmando que Viena seria a primeira das cidades a renomear a partir de 1º de janeiro de 2004 a praça Karlsplatz de Nikeplatz. O projeto também incluía construir um monumento de plástico com um logo medindo 36m de comprimento por 18m de altura.
Houve reações adversas por parte da população, da prefeitura e também da Nike, que processou Eva e Franco Mattes, do coletivo 0100101110101101, responsáveis pelo projeto junto com a Public Netbase, parte do World-Information Institute de Viena. Eva e Franco alegaram que enquanto artistas utilizaram elementos da paisagem na arte, no caso uma cidade repleta de logos e marcas.